# Carl Streckeisen
Carl Streckeisen-Ehinger (* 28. Dezember 1811 in Basel; † 27. August 1868 ebenda) war ein Schweizer Pädiater und Professor für Chirurgie.

## Leben und Werk

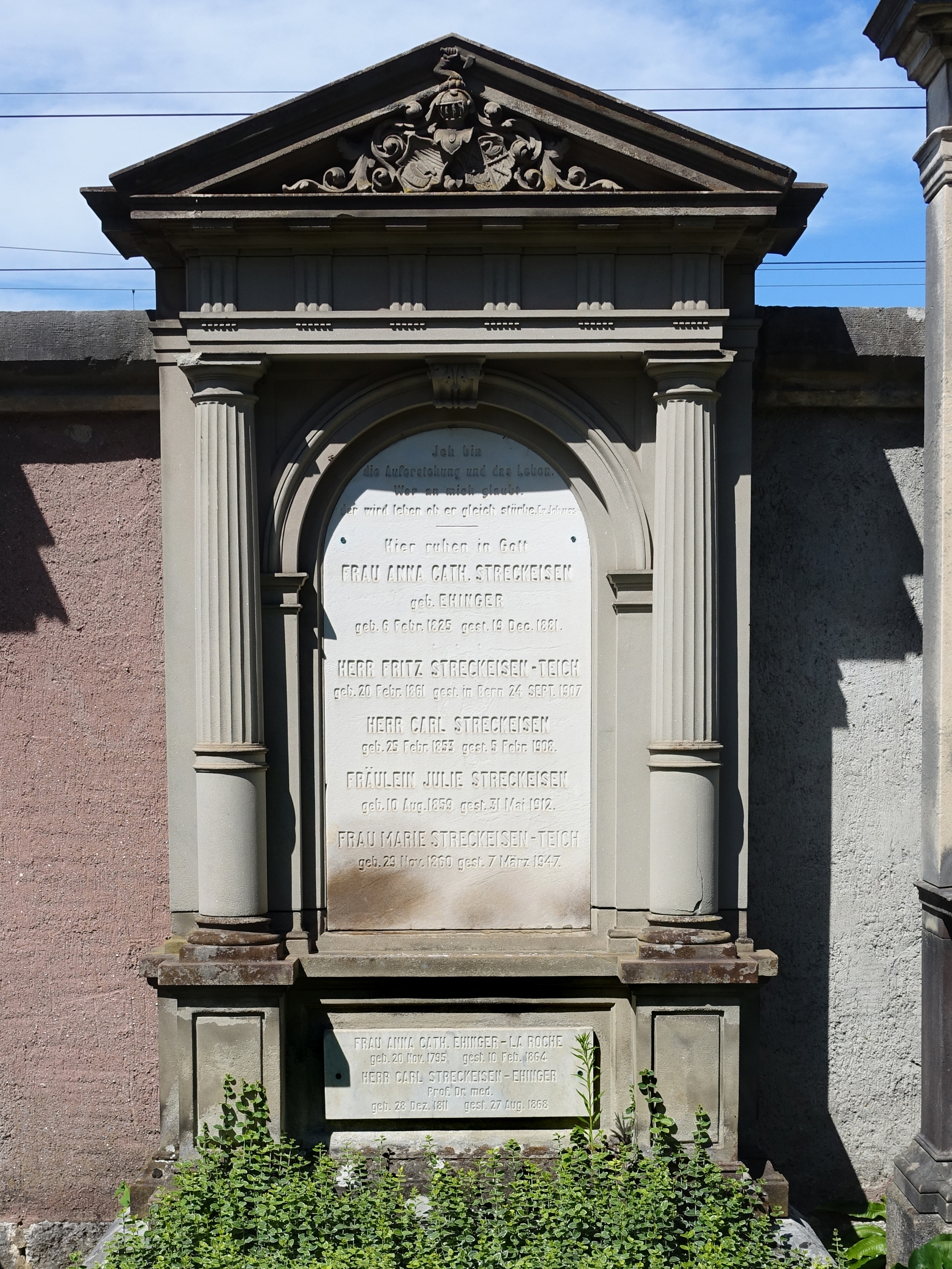
Familiengrab auf dem Wolfgottesacker in Basel

Streckeisen war der zweitälteste Sohn des Notars Johann Friedrich (1781–1819) und der Susanne, geborene Forcart (1783–1839). Streckeisen heiratete 1852 Anna Catharina, geborene Ehinger (1825–1881). Ein Sohn war Adolf Streckeisen (1857–1916) Mediziner, Forensiker und Hochschullehrer. Sein Enkel war Albert Streckeisen.
Als die Künstlerin und Gründerin des Universitäts-Kinderspital beider Basel Anna Elisabeth Burckhardt-Vischer (1783–1857) 1846 im Nebenhaus ihres Wohnsitzes ein kleines Spital für kranke Kinder einrichtete, übernahm ihr Verwandter Streckeisen die medizinische Behandlung der Kinder. Streckeisen war 1844 nach Weiterbildungs- und Wanderjahren nach Basel zurückgekehrt, um eine Praxis zu eröffnen. Basel war die erste schweizerische Universität, die ihren Studenten Vorlesungen über Pädiatrie bot. Streckeisen war nicht nur seit 1852 ausserordentlicher Professor, sondern auch Lehrer am Basler Missionshaus, Waisenhausarzt und Stellvertreter des Professors für Chirurgie. Streckeisen war in den Bereichen der Augenheilkunde, Hals-Nasen-Ohren-Heilkunde, Orthopädie, Chirurgie und Pädiatrie tätig. Insbesondere kämpfte er gegen Infektionskrankheiten und widmete sich der Behandlung von Missbildungen und orthopädischen Fehlbildungen. Nach dem Tod der Gründerin des «Kinderspitäli» erstellte Streckeisen die Pläne für ein eigentliches Kinderspital. 1862 wurde diese erste Kinderklinik der Schweiz als Musterbau am rechten Rheinufer eröffnet.
Seine letzte Ruhestätte fand Streckeisen auf dem Wolfgottesacker in Basel.